# 가미미네정
가미미네정(일본어: 上峰町)은 일본 사가현 미야키군에 있는 정이다.

## 지리
사가현 동부에 위치하고 사가시 중심부에서 동쪽에 약 15km 떨어진 곳에 있으며 후쿠오카현 구루메시 중심부에서는 서쪽으로 약 15km 떨어져 있다. 정역은 대부분이 사가평야의 일부에 포함되어 있어 평지가 많다. 북부에 진세이산이 있다.

### 인접한 자치체
- 미야키군 미야키정
- 간자키군 요시노가리정

## 역사
- 1889년 4월 1일 - 정촌제 시행으로 에무카이촌·마에무타촌·보쇼촌·쓰쓰미촌이 합병해 가미미네촌이 되었다.
- 1989년 11월 1일 - 정으로 승격해 가미미네정이 되었다.

## 산업
주요 산업은 농업이다.

## 자매 도시
- 대한민국 경기도 여주시

## 교통

### 도로
- 국도 제34호선